# SAM Simulator
Surface to Air Missile System Simulator, SAMSIM – symulator przeciwlotniczy, przeznaczony na komputery PC. Wydany 9 października 2009 roku; program nie jest już wspierany przez autora jednak wciąż możliwe jest jego pobranie. Dystrybucja na licencji freeware. Autor jest emerytowanym armii węgierskiej, występuje pod internetowym pseudonimem "Hpasp".
W symulatorze odwzorowano sterowanie systemami przeciwlotniczymi produkcji radzieckiej:
- SA-2F Guideline / S-75M Dźwina
- SA-2E Guideline / S-75M3 Wołchow
- SA-3B Goa / S-125M Newa
- SA-4B Ganef / 2K11-M1 Krug-M1
- SA-5B Gammon / S-200VE Wega-E
- ZSU-23-4 Szyłka[5]
- SA-8B Gecko / 9K33M2 Osa-AK[6]

Autor odwzorował zachowanie awioniki i instrumentów pokładowych w oparciu o oryginalne rosyjskojęzyczne instrukcje obsługi. Grafika 2D w oparciu o fototekstury wnętrz kabin pojazdów. W przygotowaniu znajdował się model SA-8B z widokiem w 3D.
Rozgrywka w trybie dla jednego gracza. Dostępne scenariusze powstały w oparciu o prawdziwe wydarzenia historyczne m.in.:
- loty F-16 i bombowców F-117A nad Belgradem,
- F-4E Phantom nad Synajem,
- B-52D/G nad Hanoi,
- U2C nad Swierdłowskiem i Kubą

Możliwe jest rozegranie misji samemu ustalając parametry rozgrywki na mapach Węgier, Grecji lub Kazachstanu. Akcja jednej z misji treningowych ma miejsce w Polsce na poligonie w Ustce.
Istnieje możliwość eksportu danych z wykonanych misji do Google Earth. Umożliwia to podgląd rozmieszczenia jednostek naziemnych i powietrznych na mapie.

## Wymagania sprzętowe
- 3 GB pamięci RAM (zalecane 4 GB)

- system operacyjny Windows 64-bit

- monitor o rozdzielczości 1280x1024[13]